# Cychry (Poméranie-Occidentale)
Pour les articles homonymes, voir Cychry.
Cychry est une localité polonaise de la gmina mixte de Dębno située dans le powiat de Myślibórz en voïvodie de Poméranie-Occidentale. Elle se situe à environ 25 km au sud-ouest de Myślibórz et 77 km au sud de la capitale régionale Szczecin.

## Géographie

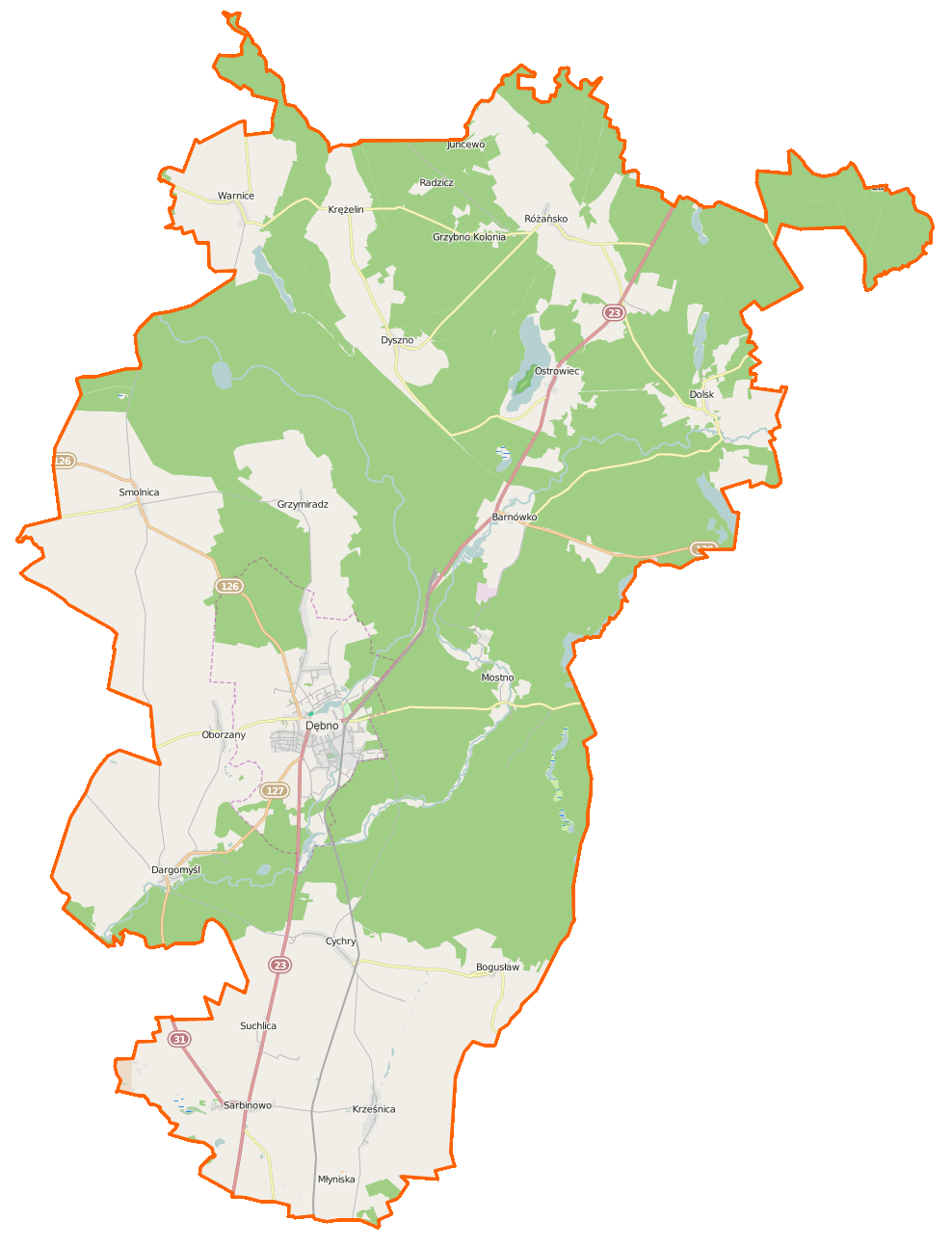
Carte de la gmina de Dębno.

## Histoire
De 1815 à 1945, Zicher fait partie de l'arrondissement de Custrin puis à partir de 1836 de l'arrondissement de Königsberg-en-Nouvelle-Marche (de) dans le district de Francfort au sein de la province de Brandebourg.